# Bataille de Slunj
Guerre de Cent Ans croato-turque (en)
La bataille de Slunj (croate : Bitka kod Slunja) se déroula le 26 octobre 1584 et opposa l'armée germano-croate à l'armée turque. La bataille eut lieu aux abords du village de Slunj, dans l'actuel comitat de Karlovac, en Croatie centrale.
Les troupes germano-croates, dirigées par le noble hongrois Thomas Erdődy (en), ban de Croatie, et par le comte germanique Jobst Joseph von Thurn (sr), battirent les troupes ottomanes commandées par Ferhat-pacha Sokolović, beylerbey de Bosnie.